# Berlin (Schiff, 1928)
Die Berlin ist ein Fahrgastschiff, das auf den Berliner Gewässern eingesetzt wird. 

## Geschichte
Das Schiff wurde 1928 auf der Bodan-Werft in Kressbronn gebaut und fuhr laut Dieter Schubert bis zum Jahr 1962 unter dem Namen Reichenau auf dem Bodensee. Es wurde im Zuge zahlreicher Umbauten immer wieder vergrößert und verbreitert. Dieter Schubert nennt als Umbaujahre die Jahre 1970, 1971, 1977/78, 1988 und 1998; die letzten beiden Umbauten wurden laut Schubert von den Deutschen Industriewerken in Spandau vorgenommen. Im Jahr 2000 gehörte die Berlin der Reederei Bethke und war für die Beförderung von 600 Personen zugelassen. Dieselben Maße und dieselbe zulässige Fahrgastzahl nennen Dieter und Helga Schubert auch noch 2007 in ihrem Buch Fahrgastschifffahrt in Berlin. Dort findet sich auch eine Fotografie des Schiffes aus seiner Zeit auf dem Bodensee und die Angabe, dass das Schiff mittlerweile Markus Bethke gehörte. Im Binnenschifferforum wird eine maximale Fahrgastzahl von 400 genannt. Groggert führt das Schiff noch als Seute Deern. 1987 gehörte diese laut Groggert Gertraude Bethke, war 44,6 Meter lang, 7,04 Meter breit und für die Beförderung von 431 Fahrgästen zugelassen. Günter Benja scheint das Schiff übersehen zu haben; in seinem Buch Personenschiffahrt in deutschen Gewässern von 1975, das eigentlich laut Titel ein „vollständiges Verzeichnis aller Fahrgastschiffe und -dienste“ bieten soll, ist weder eine Tegel noch eine passende Seute Deern aufgeführt.